# Albert Mathieu Leclerc du Sablon
Pour les articles homonymes, voir Leclerc du Sablon, Leclerc et Sablon.
Albert Mathieu Leclerc du Sablon est un botaniste français, né le 25 mars 1859 à Bagnols-sur-Cèze et mort le 18 mars 1944 à Vénéjan, fondateur de la cave coopérative de Vénéjan.

## Biographie
Ancien élève de l'École normale supérieure (promotion 1879), il obtient l'agrégation de sciences naturelles en 1882.
En 1889, il est nommé chargé de cours en botanique à la Faculté des sciences de Toulouse et devient titulaire de la chaire de professeur en 1891. Il succède à Dominique Clos à ce poste. En 1894, il devient doyen de la Faculté des sciences de Toulouse, poste où il succède à l'astronome Benjamin Baillaud. Il est membre de l’Académie des sciences en 1920. Il est notamment l’auteur des Recherches sur la déhiscence des fruits à péricarpe sec (1884), Lectures scientifiques (Hachette, 1893), Cours de botanique (1900), Les incertitudes de la biologie (Flammarion, Bibliothèque de philosophie scientifique, 1912), L'unité de la science (Alcan, Nouvelle collection scientifique, 1919). Il étudie les fruits et les graines des phanérogames.
Il est le gendre de Philippe Van Tieghem.

## Distinctions
- Chevalier de la Légion d'honneur